# NN-93
La carretera NN‑93 es una vía colectora secundaria ubicada en el municipio de Camoapa, en el departamento de Boaco. Esta ruta conecta comunidades del norte del municipio con su cabecera municipal, siendo de importancia para la movilidad rural y acceso a servicios básicos.

## Trazado y cruces
| km   | Localidad / Punto      | Departamento | Conexión / Ruta |
| ---- | ---------------------- | ------------ | --------------- |
| 0,0  | El Coyol               | Boaco        | Camino rural    |
| 5,3  | Comunidad El Tamarindo | Boaco        |                 |
| 14,5 | Camoapa                | Boaco        | NIC 17 , NN 92  |

## Coordenadas
Uno de los tramos de la NN‑93 puede ser encontrado en las coordenadas: 12°23′08″N 85°29′23″O / 12.3855, -85.4898